# 세종특별자치시선거관리위원회
세종특별자치시선거관리위원회(世宗特別自治市選擧管理委員會)는 대한민국 중앙선거관리위원회 소속 기관으로 세종특별자치시 출범으로 연기군선거관리위원회가 폐지됨과 동시에 설립되었다. 세종특별자치시선거관리위원회의 위원은 국회의원의 선거권이 있고 정당원이 아닌 자 중에서 국회에 교섭단체를 구성한 정당이 추천한 사람과 당해 지역을 관할하는 지방법원장이 추천하는 법관 2인을 포함한 3인과 교육자 또는 학식과 덕망이 있는 자 중에서 3인을 중앙선거관리위원회가 위촉하며, 위원장은 당해 선거관리위원회위원 중에서 호선한다. 세종특별자치시 연서면에 위치하고 있다.

## 연혁
- 2012년 7월 2일 세종특별자치시선거관리위원회 개청식[3]

## 조직

### 위원 선정
- 국회의원의 선거권이 있고 정당원이 아닌 자 중에서 국회에 교섭단체를 구성한 정당이 추천한 사람과, 당해 지역을 관할하는 지방법원장이 추천하는 법관 2인을 포함한 3인과, 교육자 또는 학식과 덕망이 있는 자 중에서 3인을 중앙선거관리위원회가 위촉하며, 위원의 임기는 6년이다.
- 위원장은 위원회의에서 호선하며 지방법원장이 위원장으로 선출되는 것이 관례이고, 상임위원은 중앙선거관리위원회에서 지명한다.

## 구성
- 위원장
  - 상임위원(1인)
  - 비상임위원(6인)
  - 사무처
    - 사무처장
      - 관리과
      - 지도과
      - 행정과

## 같이 보기
- 연기군선거관리위원회